# Narathura eichhorni
Narathura eichhorni är en fjärilsart som beskrevs av Evans 1957. Narathura eichhorni ingår i släktet Narathura och familjen juvelvingar. Inga underarter finns listade i Catalogue of Life.